# Горькое (Алтайский край)
Горькое — село в Угловском районе Алтайском крае. Входит в состав Лаптевского сельсовета.

## История
Основано в 1900 году. В 1928 г. посёлок Горькое состоял из 24 хозяйств, основное население — украинцы. В составе Казанско-Крещенского сельсовета Рубцовского района Рубцовского округа Сибирского края.

## Население
| 1926 | 2007 | 2008 | 2009 | 2010 | 2011 | 2012 |
| ---- | ---- | ---- | ---- | ---- | ---- | ---- |
| 133  | ↘35  | ↘21  | ↘17  | ↗18  | ↘15  | ↘13  |
| 2013 |      |      |      |      |      |      |
| ↗15  |      |      |      |      |      |      |